# محمدرضا گوهری
محمدرضا گوهری (زاده ۱۳۴۹ - سبزوار) فیلم‌نامه‌نویس اهل ایران است. وی فیلم نامه‌های بسیار مطرح یک تکه نان، رخ دیوانه، یه حبه قند، خیلی دور خیلی نزدیک، در میان ابرها و… را نوشته‌است.

## نویسنده
- پدران (۱۳۹۸)
- رخ دیوانه (۱۳۹۳)
- برلین ۷- (۱۳۹۰)
- ملکه (۱۳۹۰)
- بیداری رؤیاها (۱۳۸۸)
- یه حبه قند (۱۳۸۸)
- کودک و فرشته (۱۳۸۷)
- در میان ابرها (۱۳۸۶)
- فرزند خاک (۱۳۸۶)
- اقلیما (۱۳۸۵)
- خیلی دور، خیلی نزدیک (۱۳۸۳)
- یک تکه نان (۱۳۸۳)
- نیمه گمشده (۱۳۷۸)

## جشنواره‌ها
- برنده سیمرغ بلورین بهترین فیلم‌نامه برای فیلم فرزند خاک در بیست و ششمین دوره جشنواره فیلم فجر (بخش سینمای معناگرا) - ۱۳۸۶
- برنده تندیس بهترین فیلم‌نامه برای فیلم فرزند خاک در دوازدهمین دوره جشن خانه سینما - ۱۳۸۷
- برنده پروانه زرین بهترین فیلم‌نامه برای فیلم کودک و فرشته در بیست و سومین دوره جشنواره فیلم‌های کودکان و نوجوانان - ۱۳۸۸